# Тархистан
Тархиста́н (Калормен, англ. Calormen) — вымышленное государство из мира Нарнии, большая восточная страна, расположенная к югу от Орландии (Арченланда), от которой она отделена протекающей рекой. Название страны создано Льюисом как производное от лат. calor — «тепло». Тархистан населён потомками мятежников Орландии, которые основали своё государство в 204 году нарнийского летоисчисления. Страна расположена на юге, а в её рельефе преобладают пустыни. Столица Калормена — Ташбаан (англ. Tashbaan), названная так в честь главной богини пантеона тархистанцев — Таш, птицеподобного существа с орлиной головой и четырьмя руками. Это крупный город, построенный на острове в устье Большой реки в северной части страны.

## Правители Тархистана
| Правитель/Правители            | Годы царствования                    |
| ------------------------------ | ------------------------------------ |
| Ардиб Тисрок                   | неизвестно                           |
| Ильсомбраз Тисрок              | неизвестно                           |
| Рабадаш Отец                   | приблизительно в 1000 годах - 1030г. |
| Рабадаш Миротворец (Вислоухий) | 1030г. - неизвестно                  |

## География

### Города
- Азим Балда — город, являвшийся центром почтовой системы всего Тархистана. Пересечение многочисленных дорог.
- Зулиндрех — город на побережье Восточного моря. Там происходила битва, в которой отличился Игого и его хозяин.
- Калавар — в этом городе правил Кидраш II — отец Аравиты.
- Паграхан — город при солёных копях.
- Ташбаан — столица Тархистана. Самый большой город в империи.
- Тебеф — город на юге Тархистана, у которого происходила битва с участием Игого.
- Техишбаан — родной город Эмета.
- Тормунг — родной город Корадина.

### Водоёмы
- Большая река — река, на которой расположен Ташбаан.
- Озеро Илкин — озеро у дворца Ахошты.
- Озеро Мезраэль — озеро, рядом с которым жила Лазорилина.
- Тархистанский залив — морской залив у берегов Тархистана.
- Южная река — река, протекавшая недалеко от дома Аршиша.

### Рельеф
- Великая пустыня (Южная пустыня) — пустыня, отделявшая Тархистан от Нарнии и Орландии.
- Дол Тысячи запахов — долина, возле озера Мэзраэль.
- Лагур — гора-вулкан.
- Тенистая скала — скала в Великой пустыне, по пути в Орландию.
- Ущелье — ущелье на самом севере Великой пустыни, где протекал ручей, впадавший после в реку Орлянку.

### Зелёные зоны
- Дикие леса — леса на севере Тархистана, южнее Большой реки.
- Оазис — расположен посреди Великой пустыни.

### Прочее
- Усыпальницы — захоронения Тисроков, расположены севернее Ташбаана. Сразу за ними начинается пустыня.